# Husby-Oppunda landskommun
Husby-Oppunda landskommun var en tidigare kommun i Södermanlands län.

## Administrativ historik
Den 1 januari 1863, när kommunalförordningarna började tillämpas, skapades över hela riket cirka 2 500 kommuner, varav 89 städer, 8 köpingar och resten landskommuner. Då inrättades i Husby-Oppunda socken i Oppunda härad i Södermanland denna kommun. Namnet var då endast Husby. År 1885 infogades häradsnamnet i särskiljande syfte.
1952 genomfördes den första av 1900-talets två genomgripande kommunreformer i Sverige. Husby-Oppunda blev då en del av den nya  "storkommunen"  Bettna.
Denna i sin tur upplöstes år 1971 varvid Husby-Oppunda församling fördes till Nyköpings kommun.